# 百仁花
百仁花（日语：百仁花，2001年12月2日—），日本AV女優，生於香川縣。2022年5月在SOD獨創出道；經紀公司在2023年11月起改隨PRESTIGE。

## 生平
百仁花2001年12月2日生於香川縣。嗜好是攝影、獨自旅行和外出用餐。擅長劍玉和羽毛球。她的同業偶像為深田詠美、八掛海以及MINAMO。
2022年5月26日，百仁花在SOD獨創的成人影片《想要體驗舒服到飛上天的性愛！百仁花 AV出道！》（空を飛べるほど気持ちいいセックスをしてみたい 百仁花（もにか） AV DEBUT）中出道。處女作推出後在成人界引起話題。作家安田理央對此內容評論道：「它真的像標題所暗示的那樣在天上飛嗎？而且這真的沒有任何意義！好吧，你可以說意義不明就是SOD的典型特徵。」同年8月，她在德間書店發行寫真集。據說寫真集的發售是在AV亮相之前就定下。
其藝名意為「百朵仁（慈悲）的花」。百仁花補充，第一次見到的男演員兼作家經常唱吉川晃司的〈Monica〉給她唱。「百仁花」的漢字註假名發音為「Monica」（莫妮卡），當她第一次聽到自己的藝名時想：「我是莫妮卡嗎？」她喜歡它用漢字寫時含有日語發音，而且發音的間隙很可愛。
出道的原因是在小學的時候，有一個男同學對百仁花說：「你以後要做AV女優！」到了初中時，有人告訴我「將來要當我的情人」（因她長得像壇蜜而起的話題）。她想：「人的生命只有一次，所以我們來做點瘋狂的事吧。」最後，做出了出演AV的決定。
她獲邀成為2024TAE成人博覽會代言人之一。2024年6月於X上宣布「等到所有拍好的作品發售後我就會引退」。同年6月29日舉辦引退活動。

## 外部連結
- 百仁花的X（前Twitter）
- 百仁花的Instagram帳戶